# Referendum federali in Svizzera del 2017
In Svizzera nel 2017 si sono tenuti sette referendum popolari in tre diverse date: 12 febbraio, 21 maggio e 24 settembre.

## Referendum di febbraio
Il 12 febbraio 2017 gli elettori sono stati chiamati a esprimersi su tre quesiti.

### Primo quesito
Il primo quesito riguardava la conferma del decreto federale del 30 settembre 2016 concernente la naturalizzazione agevolata degli stranieri della terza generazione, approvato dal Consiglio federale (con 123 voti favorevoli e 75 contrari) e dal Consiglio degli Stati (con 25 voti favorevoli e 19 contrari) ma che doveva essere sottoposto al voto in quanto implicava una modifica nella Costituzione federale.
Il decreto riguardava la semplificazione della procedura per la concessione della cittadinanza svizzera ai cosiddetti stranieri della terza generazione ovvero cittadini stranieri nati in Svizzera, che hanno frequentato la scuola nel Paese per almeno 5 anni, con non più di 25 anni e con almeno un nonno che ha vissuto in Svizzera ed almeno un genitore che vi ha frequentato la scuola.

### Secondo quesito
Il secondo quesito riguardava la conferma del decreto federale del 30 settembre 2016 concernente la creazione di un fondo per le strade nazionali e il traffico d'agglomerato, approvato dal Consiglio federale (con 146 voti favorevoli, 48 contrari e 4 astensioni) e dal Consiglio degli Stati (con 41 voti favorevoli, 1 contrario e 2 astensioni) ma che doveva essere sottoposto al voto in quanto implicava una modifica nella Costituzione federale.
Il decreto istituiva il Fondo per le strade nazionali e il traffico d’agglomerato (FOSTRA) per finanziare la manutenzione delle strade nazionali, il loro potenziamento, l'eliminazione dei problemi di capacità e la realizzazione di nuove strade pedonali, piste ciclabili e linee tramviarie. Il fondo sarebbe stato alimentato da tasse già esistenti come la tassa sul traffico e l'imposta sugli autoveicoli e sugli oli minerali e dall'aumento delle accise sulla benzina di 4 centesimi al litro.

### Terzo quesito
Il terzo quesito riguardava la conferma della legge federale del 17 giugno 2016 concernente misure fiscali volte a rafforzare la competitività della piazza imprenditoriale svizzera (Legge sulla riforma III dell'imposizione delle imprese). La riforma cambiava il sistema di imposizione delle imprese, non più compatibile con gli standard internazionali, introducendo delle riduzioni di imposta accettate a livello internazionale per le imprese che investono in ricerca e sviluppo o realizzano redditi da brevetto e prevedendo una compensazione da parte della Confederazione per i cantoni che introducevano riduzioni dell'imposta sugli utili per le imprese. Il Parlamento aveva approvato la legge, il Consiglio nazionale con 139 sì, 55 no e 2 astensioni e il Consiglio degli Stati con 29 sì, 10 no e 4 astensioni. Contro la legge era stato chiesto un referendum da parte di un comitato, che temeva ingenti perdite fiscali e un conseguente aumento delle imposte per il ceto medio.

### Risultati
| Titolo sintetico                                                   | Sì        | Sì   | No        | No   | Nulli  | Totale    | Iscritti  | Affluenza | Cantoni a favore | Cantoni a favore | Cantoni contro | Cantoni contro | Risultato |
| Titolo sintetico                                                   | Voti      | %    | Voti      | %    | Nulli  | Totale    | Iscritti  | Affluenza | Pieni            | Mezzi            | Pieni          | Mezzi          | Risultato |
| ------------------------------------------------------------------ | --------- | ---- | --------- | ---- | ------ | --------- | --------- | --------- | ---------------- | ---------------- | -------------- | -------------- | --------- |
| Naturalizzazione agevolata degli stranieri della terza generazione | 1.499.627 | 60,4 | 982.844   | 39,6 | 20.979 | 2.503.450 | 5.344.186 | 46,8      | 15               | 4                | 5              | 2              | Approvato |
| Fondo per le strade nazionali e il traffico d’agglomerato          | 1.503.746 | 61,9 | 923.783   | 38,1 | 63.791 | 2.491.320 | 5.344.186 | 46,6      | 20               | 6                | 0              | 0              | Approvato |
| Riforma III dell’imposizione delle imprese                         | 989.311   | 40,9 | 1.428.162 | 59,1 | 73.312 | 2.490.785 | 5.344.186 | 46,6      | -                | -                | -              | -              | Respinto  |

## Referendum di maggio
Il 21 maggio 2017 gli elettori sono stati chiamati a esprimersi su un unico quesito.

### Il quesito
Il quesito riguardava la conferma della legge federale del 30 settembre 2016 sull'energia (LEne). La legge concedeva sussidi e deduzioni per il risanamento energetico degli edifici e incentivi finanziari per le imprese per l'ottimizzazione degli impianti, inaspriva le prescrizioni per le emissioni di anidride carbonica per i veicoli nuovi e concedeva incentivi finanziari per le energie rinnovabili, finanziati con un aumento da 1,5 a 2,3 centesimi per kWh dell'imposta sul consumo per utenze domestiche e imprese. Il Parlamento aveva approvato la legge, il Consiglio nazionale con 120 sì, 72 no e 6 astensioni e il Consiglio degli Stati con 35 sì, 6 no e 3 astensioni. Contro la legge era stato chiesto un referendum da parte di un comitato, che considerava la legge troppo costosa per i cittadini.

### Risultati
| Titolo sintetico            | Sì        | Sì   | No      | No   | Nulli  | Totale    | Iscritti  | Affluenza | Risultato |
| Titolo sintetico            | Voti      | %    | Voti    | %    | Nulli  | Totale    | Iscritti  | Affluenza | Risultato |
| --------------------------- | --------- | ---- | ------- | ---- | ------ | --------- | --------- | --------- | --------- |
| Legge federale sull'energia | 1.322.263 | 58,2 | 949.053 | 41,8 | 25.980 | 2.297.296 | 5.356.538 | 42,9      | Approvato |

## Referendum di settembre

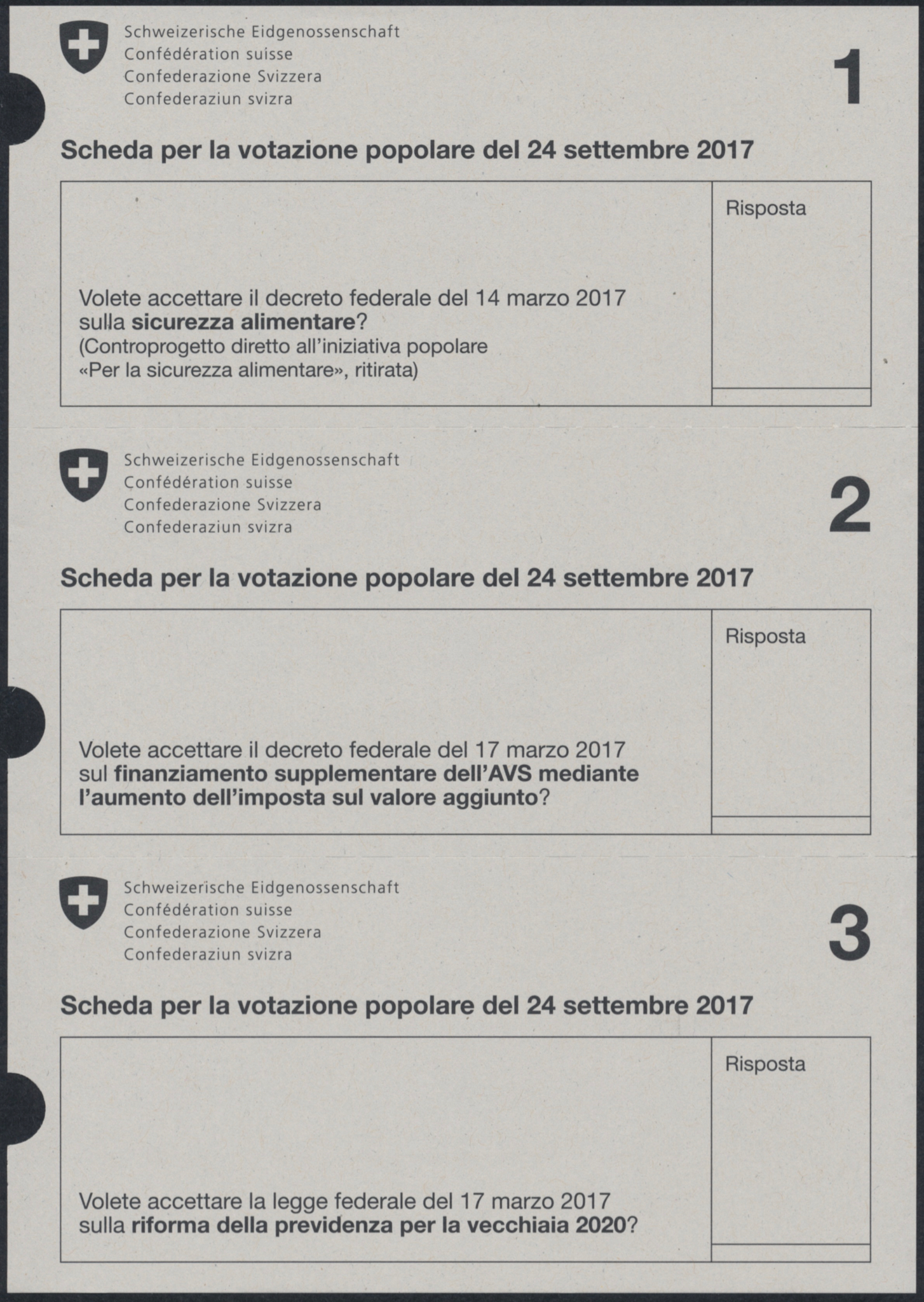
Scheda in lingua italiana

Il 24 settembre 2017 gli elettori sono stati chiamati a esprimersi su tre quesiti.

### Primo quesito
Il primo quesito riguardava la conferma del decreto federale del 14 marzo 2017 sulla sicurezza alimentare, che prevedeva l'inserimento nella Costituzione federale di 5 principi: la protezione dei terreni agricoli, la minimizzazione dell'impatto sulla natura delle produzioni agricole, l'orientamento dell'offerta alimentare ad opera del mercato e dei consumatori e non dello Stato, l'importanza di buone relazioni commerciali con i Paesi esteri, la necessità di ridurre gli sprechi alimentari anche con campagne di sensibilizzazione. Il decreto federale deriva da un controprogetto all'iniziativa popolare promossa dall'Unione svizzera dei contadini ed era stato approvato dal Consiglio nazionale con 175 sì, 5 no e 10 astensioni e dal Consiglio degli Stati con 36 sì, 4 no e 4 astensioni.

### Secondo quesito
Il secondo quesito riguardava la conferma del decreto federale del 17 marzo 2017 sul finanziamento supplementare dell'AVS mediante l'aumento dell'imposta sul valore aggiunto, che prevedeva un finanziamento supplementare all'AVS (il sistema di previdenza di vecchiaia e superstiti in Svizzera), che versava in gravi problemi finanziari, mediante l'aumento dell'IVA che sarebbe passata dall'8 all'8,3% a partire dal 2021. Il decreto federale, approvato dal Consiglio nazionale con 101 sì, 92 no e 4 astensioni e dal Consiglio degli Stati con 27 sì e 18 no, comportava una modifica della Costituzione federale ed era quindi automaticamente sottoposta a referendum. Il decreto era strettamente correlato alla legge federale sulla riforma pensionistica sottoposta a referendum separatamente. La riforma nel complesso sarebbe entrata in vigore solo se entrambi i quesiti fossero stati approvati.

### Terzo quesito
Il quesito riguardava la conferma della legge federale del 17 marzo 2017 sulla riforma della previdenza per la vecchiaia 2020. La legge modificava il sistema pensionistico portando l'età di pensionamento delle donne da 64 a 65 anni, per sgravare l'AVS che versava in gravi problemi finanziari. Inoltre i proventi dell'IVA assegnati all'assicurazione per l'invalidità (AI) sarebbero stati trasferiti in una prima fase all'AVS e l'aliquota di conversione sarebbe scesa dal 6,8 al 6% per ridimensionare la ridistribuzione a carico dei lavoratori attivi. Il Parlamento aveva approvato la legge, il Consiglio nazionale con 100 sì, 93 no e 4 astensioni e il Consiglio degli Stati con 27 sì e 18 no. Contro la legge era stato chiesto un referendum da parte di un comitato, che riteneva la riforma non risolutiva e avversava soprattutto l'aumento dell'età pensionabile per le donne. La legge era strettamente correlata al decreto federale che aumentava i finanziamenti dell'AVS tramite l'aumento dell'IVA sottoposto a referendum separatamente. La riforma nel complesso sarebbe entrata in vigore solo se entrambi i quesiti fossero stati approvati.

### Risultati
| Titolo sintetico                                                                                              | Sì        | Sì   | No        | No   | Nulli  | Totale    | Iscritti  | Affluenza | Cantoni a favore | Cantoni a favore | Cantoni contro | Cantoni contro | Risultato |
| Titolo sintetico                                                                                              | Voti      | %    | Voti      | %    | Nulli  | Totale    | Iscritti  | Affluenza | Pieni            | Mezzi            | Pieni          | Mezzi          | Risultato |
| --- | --------- | ---- | --------- | ---- | ------ | --------- | --------- | --------- | ---------------- | ---------------- | -------------- | -------------- | --------- |
| Decreto federale per la sicurezza alimentare                                                                  | 1.943.180 | 78,7 | 524.919   | 21,3 | 63.110 | 2.531.209 | 5.372.748 | 47,1      | 20               | 6                | 0              | 0              | Approvato |
| Decreto federale sul finanziamento supplementare dell'AVS mediante l'aumento dell'imposta sul valore aggiunto | 1.254.795 | 50,0 | 1.257.156 | 50,0 | 34.435 | 2.546.386 | 5.372.748 | 47,4      | 9                | 1                | 11             | 5              | Respinto  |
| Riforma della previdenza per la vecchiaia 2020                                                                | 1.186.203 | 47,3 | 1.320.952 | 52,7 | 38.742 | 2.545.897 | 5.372.748 | 47,4      | -                | -                | -              | -              | Respinto  |